# Јевгениј Лукјаненко
Јевгениј Лукјаненко (рус. Евгений Юрьевич Лукьяненко; Славјанск на Кубану, Краснодарски крај 23. јануар 1985) је руски атлетичар специјалиста за скок мотком.
Почео је скакати 2003. Био је талентован и 2006. усталио се на висини 5,60 метара. Године 2007. учествовао је на Светском првенству у Осаки, где је заузео шесто место са својим личним рекордом од 5,81 метар.
На Светскоу првенству у дворани 2008. у Валенсији са скоком од 5,90 метара је освојио титулу, а у јулу 2008. Лукјаненко у Бидгошчу поставља свој лични рекорд 6,01. На Летњим олимпијским играма 2008. у Пекингу је скочио 5,85 метара и освојио сребрну медаљу иза Аустралијанаца Стива Хукера.
Лукјаненко је висок 1,90 м, са тежином од 80 кг.

### Значајнији резултати
| Год. | Такмичење                  | Место                        | Плас. | Рез.    |
| ---- | -------------------------- | ---------------------------- | ----- | ------- |
| 2007 | Светско првенство          | Осака, Јапан                 | 6     | 5,85    |
| 2008 | Светско првенств у дворани | Валенсија, Шпанија           | 1     | 5,90 ЛР |
| 2008 | Олимпијске игре            | Пекинг, Кина                 | 2     | 5,85    |
| 2011 | Светско првенство          | Тегу, Јужна Кореја           | = 18  | 5,50    |
| 2012 | Олимпијске игре            | Лондон, Уједињено Краљевство | 5     | 5,75    |